# The Legend of Zelda: Spirit Tracks
The Legend of Zelda: Spirit Tracks – przygodowa gra akcji stworzona przez japońską firmę Nintendo. Gra została udostępniona 7 grudnia 2009 roku. Gra opowiada o przygodach Linka i Phantoma. W przeciwieństwie do innych gry z serii postacie mogą przemieszczać się używając lokomotywy parowej. Oprawa graficzna została stworzona przy użyciu technologii cel-shading.
Średnia ocen na agregatorze Metacritic wynosi 87 na 100 z 75 recenzji. Adam Boult z „The Guardian” stwierdził, że nie widzi wielkich różnic w stosunku do Phantom Hourglass, jednak gra jest ciągle warta polecenia. Podróżowanie pociągiem uznał za ograniczone, ale jednocześnie stanowiące wyzwanie dla gracza.